# Термінал ЗПГ Сержипі
Термінал ЗПГ Сержипі – інфраструктурний об’єкт для імпорту зрідженого природного газу (ЗПГ) до Бразилії.
У другій половині 2010-х в Бразилії узялись за розвиток кількох проектів, які передбачали імпорт ЗПГ з використанням його для виробництва електроенергії на майданчиках, розташованих поряд з імпортним терміналом. При цьому обрали варіант плавучих регазифікаційних терміналів, які потребують менше капітальних інвестицій та часу на створення. Перший об’єкт такого типу став до ладу в 2020 році поблизу узбережжя штату Сержипі.
За 6,5 кілометрів від берегу облаштували швартовочний вузол, який дозволяє вільне обертання плавучої установки (submerged soft yoke system, SSY). Його виготовили на індонезійському острові Батам (відомий своїми верфями) та доправили до Бразилії на борту судна для перевезення негабаритних та великовагових вантажів Fairplayer. Останнє також провело монтаж швартовочного вузла, використовуючи свої крани великої вантажопідйомності.
Від місця розташування плавучої установки проклали офшорний трубопровід діаметром 450 мм, який продовжує 1,5-км наземна ділянка. До нього вже під’єднана ТЕС Порт-Сержипі I, котра розпочала роботу в 2020 році, крім того, існують плани спорудження ще двох електростанцій ТЕС Governador Marcelo Deda (950 МВт) та ТЕС Laranjeiras I (450 МВт).
Для терміналу на 25 років зафрахтували плавучу установку зі зберігання та регазифікації (FSRU) Golar Nanook, здатну регазифікувати 21 млн м3 на добу.
Стабільність роботи терміналу має забезпечити довгостроковий контракт на постачання 1,3 млн тон ЗПГ на рік, укладений з Ocean LNG (належить Qatar Petroleum та ExxonMobil – 70% та 30% відповідно).
Проект реалізували через компанію Centrais Elétricas de Sergipe (CELSE), яка належить бразильській EBRASIL та закордонному інвестору Golar Power. Останнім у рівних долях володіють норвезька Golar LNG (саме вона забезпечила регазифікаційну установку) та Stonepeak Infrastructure Partners.